# Psittacula
Psittacula é um gênero de aves da família Psittacidae.

## Espécies
As seguintes espécies são reconhecidas:
- Periquito-grande-alexandre, Psittacula eupatria (Linnaeus, 1766)
- † Periquito-das-seychelles, Psittacula wardi (Newton, E, 1867)
- Periquito-de-colar, Psittacula krameri (Scopoli, 1769)
- Periquito-de-maurícios, Psittacula eques (Boddaert, 1783)
- † Papagaio-cinzento-das-maurícias, Psittacula bensoni (Holyoak, 1973)
- Periquito-himalayana, Psittacula himalayana (Lesson, 1832)
- Periquito-de-cabeça-cinza, Psittacula finschii (Hume, 1874)
- Periquito-cabeça-de-ameixa, Psittacula cyanocephala (Linnaeus, 1766)
- Periquito-de-cabeça-rosa, Psittacula roseata Biswas, 1951
- Periquito-de-malabar, Psittacula columboides (Vigors, 1830)
- Periquito-de-colarinho-verde, Psittacula calthropae (Blyth, 1849)
- Periquito-da-china, Psittacula derbiana (Fraser, 1852)
- Periquito-de-bigode, Psittacula alexandri (Linnaeus, 1758)
- Periquito-de-nicobar, Psittacula caniceps (Blyth, 1846)
- † Periquito-de-rodriguez, Psittacula exsul (Newton, A, 1872)
- Periquito-mustache-cauda-longa, Psittacula longicauda (Boddaert, 1783)